# Union - Sodalité
L'Union-Sodalité est la confrérie fondée en 1909 par saint Charles de Foucauld sous le nom d'Union des Frères et Sœurs du Sacré-Cœur de Jésus. Cette confrérie (ou « sodalité » en langage ecclésiastique), aujourd'hui Union de frères et sœurs de Jésus, est une association privée de fidèles de l'Église catholique (1985, d'après le nouveau droit canon). 

## Présentation
Seul groupe de l'Association Famille spirituelle Charles de Foucauld (AFS) à n'être pas une « fraternité », elle n'a pas de réunions régulières, pas de site sinon sa page sur le site de l'AFS, ni de revue ou bulletin. Ses membres dispersés, qu'ils soient prêtres ou laïcs, mères de famille ou religieux, s'efforcent de vivre leur vie quotidienne en s'inspirant du charisme de Charles de Foucauld, « missionnaire isolé » à Tamanrasset (1905-1916). 
À sa mort, Louis Massignon a « ramassé par terre » cette œuvre inachevée de son « frère aîné », publiant, pour la première fois en 1928, son Directoire. Choisi par Louis Massignon, Jean-François Six lui a succédé à sa mort (1962). Aujourd'hui, l'Union compte environ un millier de membres de différentes langues, dont le lien est, deux fois par an, une lettre appelée Trait d'Union.